# Bill McGaw
Bill McGaw ist ein Produzent, Regisseur und Drehbuchautor. Für Journey Into Self wurde er 1969 mit dem Oscar für den besten Dokumentarfilm ausgezeichnet.

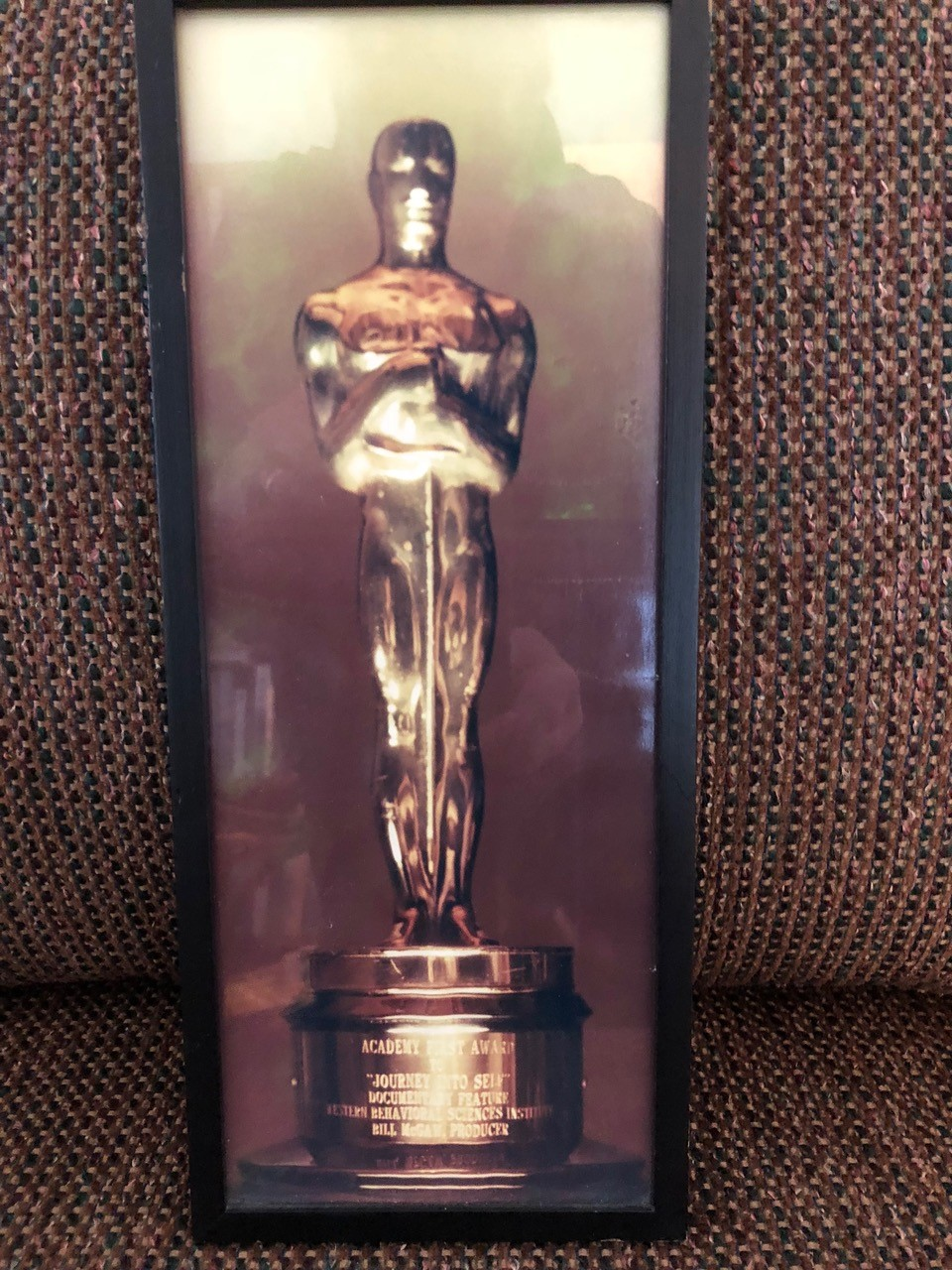
Der Oscar für Journey Into Self.

Bill McGaw war Angehöriger des interdisziplinären Western Behavioral Sciences Institute.
Das Western Behavioral Sciences Institute erforschte in den 1960ern Möglichkeiten Gruppentherapien möglichst kostengünstig weit zu verbreiten. Dies schloss Darstellungen in Film und Fernsehen ein. Aus diesen Forschungen entstand Journey Into Self. Der Film ist der Zusammenschnitt einer sechzehnstündigen Gruppentherapiesitzung unter der Leitung von Carl Rogers und Richard Farson. 1972 produzierte er Steel Shutter über eine Gruppensitzung von Betroffenen des Nordirlandkonflikts mit Carl Rogers. 1976 war er Co-Produzent des Actionfilms Auf der Fährte des Adlers (Sky Riders).